# 日本事務機新聞
日本事務機新聞（にほんじむきしんぶん）は、株式会社日本事務機新聞社（本社・大阪府大阪市）が発行している月3回刊の日本の事務機器業界紙である。
主要購読先は日本の事務機器・情報機器・システムディーラー。各業界団体（事務機・通信・印刷・複写・文具など）やオフィスユーザーにも販路を広げている。月1回のペースで「複写機」「プリンタ」「プロジェクタ」などの企画特集号を発行。年末には「OA年鑑」を発刊している。公称発行部数は3万部。
- 1969年　創刊